# Marien rijk Gematigd Zuid-Amerika
Het Marien rijk Gematigd Zuid-Amerika (Engels: Temperate South America) is een biogeografisch rijk en ligt in in het zuidwesten van de Atlantische Oceaan en het zuidoosten van de Grote Oceaan rond het zuiden van het continent Zuid-Amerika. Het marien rijk is vastgesteld door het World Wide Fund for Nature en The Nature Conservancy.
Naar het noordoosten ligt het marien rijk Tropische Atlantische Oceaan, in het oosten aan het marien rijk Gematigd Zuidelijk Afrika, in het zuiden aan het marien rijk Zuidelijke Oceaan, in het westen aan het marien rijk Oostelijke Indo-Pacific en in het noordwesten aan het marien rijk Tropische Oostelijke Stille Oceaan.

## Biogeografie
Het gebied kent zeeleven dat houdt van gematigde temperaturen.

## Mariene ecoregio's
Deze mariene provincie bestaat uit 5 mariene provincies:
- Mariene provincie Warme Gematigde Zuidoostelijke Stille Oceaan (45)
- Mariene provincie Juan Fernández en Desventuradas (46)
- Mariene provincie Warme Gematigde Zuidwestelijke Atlantische Oceaan (47)
- Mariene provincie Magelhaen (48)
- Mariene provincie Tristan Gough (49)